# شانشی‌دد
شانشی‌دد (نام علمی: Shansitherium) نام یک سرده از تیره زرافه‌سانان است.